# Hour of Penance
Hour of Penance (engl. für Stunde der Buße) ist eine italienische Death-Metal-Band aus Rom.

## Geschichte
Die Band wurde 1999 in Rom von Mike Viti (Gesang, Bass), Enrico Schettino (Gitarre) und Mauro Mercurio (Schlagzeug) als Black-/Death-Metal-Coverband gegründet. Kurz darauf stieß Francesco De Honestis als zweiter Gitarrist hinzu. Nach dem Erscheinen des Albums Bloodthirst von Cannibal Corpse änderte die Band ihren Stil zu Brutal Death Metal.
Eine erste Demo mit fünf Tracks wurde im Jahr 2000 veröffentlicht. Mit dieser erreichte Hour of Penance erstmals internationale Aufmerksamkeit in der Death-Metal-Szene. Ende 2001 verließ De Honestis die Band für einige Zeit und wurde währenddessen von Stefano ‚Saul‘ Morabito vertreten.
Das Debütalbum Disturbance erschien am 28. April 2003 über das spanische Label Xtreem Music, bei dem die Band 2002 einen Plattenvertrag unterzeichnet hatte. Das Album beginnt mit einem Intro, welches den deutschen Titel „Der Zorn Gottes“ trägt und ein Sprachsample des Films Aguirre, der Zorn Gottes verwendet. Auch auf dem Folgealbum findet sich ein deutscher Titel, „Egomanisch“. Nach der Albumveröffentlichung verließ De Honestis endgültig die Band; seinen Platz an der Gitarre nahm Giulio Moschini ein.
Das zweite Album Pageantry for Martyrs folgte am 1. Juni 2005. Auf diesem Album übernahm Alex ‚Necrotorture‘ Manco den Gesang. Viti verließ die Band nach den Aufnahmen; sein Platz am Bass wurde nach einiger Zeit von Silvano ‚Nightorn‘ Leone wiederbesetzt. Im Jahr 2006 ging Hour of Penance mit Krisiun auf Europatournee. Gitarrist Schettino und Sänger Manco verließen die Band nach dieser Tour, woraufhin Francesco ‚Scythe‘ Paoli als Sänger in die Band einstieg. Der Platz an der zweiten Gitarre blieb unbesetzt.
Anfang 2007 wurde eine zweite Demo mit drei Tracks veröffentlicht, nachdem der Plattenvertrag mit Xtreem Records ausgelaufen war. Durch diese Demo bekam die Band einige Angebote von verschiedenen Plattenlabels;  im April 2007 konnte Hour of Penance schließlich einen neuen Vertrag bei Unique Leader Records unterschreiben.
Am 23. Februar 2008 erschien das dritte Album The Vile Conception. Das Album wurde in den 16th Cellar Studios in Rom unter Leitung von Stefano Morabito, der zuvor einige Zeit in der Band gespielt hatte, aufgenommen. Alex Webster von Cannibal Corpse nahm dieses Album in seine persönliche Top-5-Liste des Jahres 2008 auf und urteilte: „A killer album I would recommend for all death metal fans.“ Dem Album folgte eine Europatournee zusammen mit Origin und Impaled.
Mitte 2009 stieg Gründungsmitglied Schettino wieder als Gitarrist bei Hour of Penance ein, verließ die Band jedoch nach kurzer Zeit bereits wieder.
Das vierte Album Paradogma erschien am 31. März 2010. Es wurde ebenfalls mit Stefano Morabito in den 16th Cellar Studios aufgenommen und über Unique Leader Records publiziert. Das Plattencover wurde von Gyula Havancsàk gestaltet, der unter anderem bereits für Destruction und Annihilator gearbeitet hat. Diesem Album folgte eine eigene Europatournee sowie eine gemeinsame Tour unter anderem mit Cephalic Carnage und Psycroptic.
Im Juni 2010 wurde bekanntgegeben, dass Sänger Paoli die Band verlassen habe, nachdem kurz zuvor bereits Drummer Mercurio gegangen war.  Paoli gab als Grund unter anderem an, nicht länger seine beiden Posten als Sänger bei Hour of Penance und als Drummer bei Fleshgod Apocalypse vereinen zu können. Als neuer Sänger wurde einige Zeit später Paolo ‚Hell-IO-Kabbalus‘ Pieri, als Drummer Simone ‚Arconda‘ Piras vorgestellt.
Anfang 2011 unterschrieb Hour of Penance einen Plattenvertrag beim Label Prosthetic Records. Das fünfte Studioalbum mit dem Titel Sedition erschien in Nordamerika am 26. März, in Europa am 6. April 2012 – einem Karfreitag. Im Zuge der Album-Promotion wurde außerdem bereits im Februar ein Video zum Lied Sedition through Scorn veröffentlicht.
Am 13. Mai 2014 wurde das Studioalbum Regicide veröffentlicht.

## Stil
Hour of Penance spielt relativ komplexen, auf Brutalität und Geschwindigkeit ausgerichteten Death Metal (Brutal Death Metal), der gelegentlich mit Breaks angereichert wird; nur selten wird etwas Tempo herausgenommen. Gelegentlich wird Hour of Penance mit Bands wie Nile oder Krisiun verglichen. Das Stück „Apotheosis“ von Paradogma enthält einige progressive Elemente; dies stellt laut Band jedoch eine Ausnahme dar. Als stilistische Einflüsse gibt Gitarrist Giulio Moschini Morbid Angel, Hate Eternal, Cannibal Corpse, Suffocation und Nile an, außerdem im Speziellen das Album Beneath the Remains von Sepultura.
Der Großteil der Songs wurde seit seinem Einstieg von Moschini geschrieben. Er distanziert sich von den im Death Metal verbreiteten „Guts'n'Gore“-Texten sowie von solchen über „Satan, Geister und Mickey Mouse“. Stattdessen werde versucht, ausgereifte Songtexte zu schreiben, die sich vor allem mit Religionskritik sowie politisch-philosophischen Themen befassen. Auf dem Album The Vile Conception wird der Satz „Die Furcht vor dem Unsichtbaren ist die natürliche Saat dessen, was jeder für sich Religion nennt“ aus dem Werk Leviathan von Thomas Hobbes zitiert.
Auf dem Album Paradogma stammen alle Songtexte von Sänger Paoli. Auch hier setzen sich die Texte kritisch mit Religion auseinander. Der Albumtitel setzt sich aus den altgriechischen Worten para- und Dogma zusammen, bedeutet also frei übersetzt „Gegen-Dogma“. Auf diesem Album erweitert die Band ihre Musik um einige abwechslungsreiche Elemente, bleibt aber ihrem grundlegenden Stil treu. In einer Rezension auf metal.de drückt es der Autor wie folgt aus:

„Hatte die letzte Karosse des Vierers lediglich ein Gaspedal und, wenn überhaupt, mit aller Gewalt noch ein Lenkrad, so hat das neue Modell ‚Paradogma‘ nun auch ein Bremspedal und eine Gangschaltung.“

## Diskografie
Alben
- 2003: Disturbance (Xtreem Music)
- 2005: Pageantry for Martyrs (Xtreem Music)
- 2008: The Vile Conception (Unique Leader Records)
- 2010: Paradogma (Unique Leader Records)
- 2011: Sedition (Prosthetic Records)
- 2014: Regicide (Prosthetic Records)
- 2017: Cast the First Stone (Prosthetic Records)
- 2019: Misotheism (Agonia Records)
- 2024: Devotion (Agonia Records)